# Silvana Arbia
Silvana Arbia (Senise, 19 novembre 1952) è una giurista italiana; ricopre dal 2008 l'incarico di cancelliere della Corte penale internazionale (International Criminal Court).

## Biografia

### Formazione
Laureata in Giurisprudenza all'Università di Padova nel 1976, supera l'esame per entrare in magistratura a Venezia nel 1979. Specializzata nel 1990 in diritto europeo presso l'Accademia di Diritto Europeo di Firenze ed in diritto internazionale dal 1991 al 1993 presso la The Hague Academy of International law. Ha inoltre perfezionato la sua formazione presso l'International Institute of Human Rights René Cassin nel 1989 e presso il Canadian Human Rights Foundation di Montréal nel 1995.

### Attività in Italia
Dopo aver ricoperto il ruolo di avvocato dal 1976 al 1978 in uno studio legale a Venezia, entra in magistratura nel 1979, esercitando come giudice e pubblico ministero a Venezia (1979 - 1988) ed in seguito a Roma (1988 - 1993). Dal 1993 al 1998 è giudice nella Corte D'Appello di Milano, dove si occupa di casi di criminalità organizzata sia livello interno che internazionale, riciclaggio, traffico internazionale di stupefacenti, corruzione ed abusi su minori. Nel 1998 fa parte della delegazione italiana alla conferenza intergovernativa, tenutasi a Roma, che porterà alla costituzione della Corte penale internazionale. Il 30 giugno 1999 è promossa a magistrato della Corte suprema di cassazione.
Il 29 gennaio 2018 fonda il partito politico SMS (Stato Moderno Solidale), che si presenta nella circoscrizione Basilicata del Senato alle elezioni politiche del 2018, ottenendo 1.384 voti pari allo 0.5 a livello regionale.

### Attività internazionali

#### Tribunale Penale Internazionale per il Ruanda - International Criminal Tribunal for Rwanda (ICTR)
Il 24 ottobre 1999 è chiamata a ricoprire l'incarico di Senior Trial Attorney, e successivamente Acting Chief of Prosecutions presso l'ufficio del procuratore del Tribunale Penale Internazionale per il Ruanda, e poi, nel 2007 Chief of Prosecutions. Ha guidato l'accusa in numerosi casi trattati dal tribunale tra cui:
- Muvunyi Case: preparazione del processo contro Tharcisse Muvunyi, comandante militare dichiarato colpevole di istigazione diretta e pubblica al genocidio[6].
- Butare Case: persecuzione di sei accusati di genocidio e crimini contro l'umanità, inclusa il Ministro della Famiglia e della Promozione Femminile Pauline Nyiramasuhuko, condannata successivamente all'ergastolo dopo essere stata ritenuta colpevole di cospirazione a commettere genocidio e genocidio, nonché di crimini contro l'umanità (nella fattispecie, sterminio, stupro commesso da altri sotto la sua autorità e persecuzione) e crimini di guerra[7].
- Seromba Case: Athanase Seromba, sacerdote cattolico, responsabile della parrocchia di Nyange nella prefettura di Kibuye durante i giorni del genocidio, fu condannato all'ergastolo nel 2008; è stato accertato che tra il 12 ed il 16 aprile del 1994 aveva aiutato ed incoraggiato uccisioni di massa e gravi attentati all'integrità fisica e morale dei tutsi che si erano rifugiati nella sua chiesa, rendendosi colpevole di genocidio e sterminio quale crimine contro l'umanità[8].

#### Corte penale internazionale - International Criminal Court (ICC)
Silvana partecipò, come membro della delegazione italiana, alla conferenza tenutasi nel 1998 a Roma, in cui venne scritto lo statuto di quella che poi sarà la Corte penale internazionale. Il 28 febbraio 2008 viene eletta, con mandato quinquennale, Registar (cancelliere) presso il Registry, il principale organo amministrativo della Corte penale internazionale. Il suo compito è fornire supporto amministrativo ed extra-giudiziario nel perseguimento delle strategie della corte.
La protezione e l'assistenza delle vittime e dei testimoni, la cooperazione giudiziaria, l'amministrazione del centro di detenzione, e della difesa, l'organizzazione e la gestione dei field offices, la gestione finanziaria e la sicurezza della Corte sono funzioni chiavi del Registry. In questo ruolo è coinvolta nei casi attualmente trattati dalla corte: fra questi, il procedimento contro il presidente sudanese Omar Hasan Ahmad al-Bashir e le indagini sulle violenze occorse nel 2008 in Kenya, quelle in Libia, in Costa d'Avorio.

## Riconoscimenti
- Premio "Nicola Sole" 2010
- "Paul Harris" (da Rotary Catania)
- Premio "Carlo Levi" "2012
- Premio Donne Zonta 2012
- Paul Harris (da Rotary *Basilicata), 2012
- Peace Prize, da Soroptimist International of Europe 2013
- "La Pulce d'Argento", 2013
- Premio Speciale Maratea, 2015
- Premio "Lucania Oro" per la cultura giurid, 2015ica
- Premio Internazionale Esther Scardaccione
- Premio Maratea 2014, settembre 2015
- Chèvalier de la Legion d'Honneur.
- Premio Torre d'Argento 2016
- Premio "Novi cives" 2017
- Honored on Gender Justice Legacy Wall for International Criminal Court, Decembre , 2017

## Pubblicazioni
- I provvedimenti di polizia, Nuovissimo Digesto, Utet, 1986.
- La Giurisprudenza italiana e la Convenzione Europea dei diritti dell'Uomo, Rivista internazionale dei Diritti dell'Uomo, Milan, N.1/1999.
- Essay on the International Convention on the Rights of the Child (Edizioni scientifiche italiane, 1994).
- I minori extracomunitari: problemi giuridici, XVth International Congress, Child Health Plan '98, Ancona, Italy, 1998-05-28/30, Ed. G.M. Caramia, pp. 83 to 95.
- Brief commentary on the treaties of the European Community and Union, edited by Fausto Pocar, published by Cedam, Padua, 2001 (commentaries on articles 39/42, 125/130 and 136/140).
- Mentre il mondo stava a guardare - Vittime, carnefici e crimini internazionali: le battaglie di una donna magistrato nel nome della giustizia, pubblicato da Strade Blu - Mondadori, Novembre 2011.Premio Carlo Levi 2012.